# Cassadaga
Cassadaga – wieś w Stanach Zjednoczonych, w stanie Nowy Jork, w hrabstwie Chautauqua.